# Noonlight
Noonlight, anteriormente conhecido como SafeTrek, é uma plataforma de segurança conectada; e também um aplicativo móvel que pode acionar solicitações para serviços de emergência. Os usuários deste aplicativo podem acionar um alarme clicando em um botão, além de poderem conectar outros dispositivos inteligentes, para disparar alarmes automaticamente para estes.
O aplicativo está disponível para dispositivos Android e iOS. Ele protegeu mais de um milhão de usuários desde 2013, e lidou com mais de 50.000 emergências nos Estados Unidos. Ele foi desenvolvido por Zach Winkler, CEO da empresa. O primeiro mês de uso do app é gratuito; e seu custo é de cerca de $3 por mês depois.

## História
O aplicativo foi criado em 2013, na Universidade de Missouri-Columbia, em resposta à alta quantidade de relatórios de crimes e à lenta identificação da localização de pessoas fazendo chamadas para o serviço 911. Winkler observa que "o que a maioria de nós não percebe é que o 9-1-1 realmente não tem a sua localização quando você chama-os. Ele leva até seis minutos, às vezes, para chegar a 300 metros de precisão de leitura de onde você está". O Noonlight é capaz de obter a localização GPS exata dos usuários, em até cinco metros, em segundos após o disparo do alarme.
Em fevereiro de 2017, a SafeTrek estava entre as 25 startups promissoras, de acordo com a CNBC.

## Segurança conectada
O Noonlight começou originalmente como uma forma de levar os alunos de um ponto a outro com segurança; e agora permite que os usuários conectem outros aplicativos e dispositivos inteligentes por meio do aplicativo Noonlight. Isso cria uma maneira dos usuários obterem ajuda mesmo quando não conseguem ou não estão cientes da emergência, permitindo que o aplicativo ou dispositivo conectado acione o alarme do Noonlight para eles. Esta solução também envia aos primeiros socorros detalhes vitais para torná-los mais cientes da situação e melhor preparados. Além disso, os usuários que já têm associações por meio de alguns desses dispositivos conectados agora têm acesso ao botão de segurança ou outros recursos de segurança por meio do Noonlight.

## Colaboração do Centro de St. Louis
Em 2016, o Centro de St. Louis, em parceria com a SafeTrek, ofereceu seis meses de assinatura grátis para um total de 4.000 moradores, disponível por ordem de chegada.
Em 2018, o St. Louis MetroLink fechou um contrato com a Noonlight para oferecer aos passageiros acesso ao aplicativo de segurança da Noonlight. Da mesma forma, a Universidade Washington em St. Louis oferece uma assinatura gratuita para todos os alunos, professores e funcionários.

## Dados recolhidos
Os dados coletados em segundo plano são usados para avaliar melhor o potencial de perigo de áreas específicas em todo os EUA e são vendidos para agências de seguros para avaliação de risco de direção do usuário individual. Por exemplo, os dados divulgados pelo aplicativo Noonlight mostraram uma interseção do campus da Southern Methodist University onde os usuários do Noonlight se sentem mais inseguros. A equipe do Noonlight trabalhou junto com os departamentos de polícia locais para criar um painel policial complementar, que marca e rastreia a localização dos usuários, bem como repassa informações vitais aos primeiros socorros coletadas por meio de aplicativos e dispositivos conectados. A intenção é que os formuladores de políticas, líderes de agências e indivíduos possam tomar decisões melhores e mais informadas, melhorar a utilização de recursos e, em última instância, prevenir a ocorrência de emergências.